# Neomenia carinata
Neomenia carinata är en blötdjursart som beskrevs av Tycho Fredrik Hugo Tullberg 1875. Neomenia carinata ingår i släktet Neomenia och familjen Neomeniidae. Arten är reproducerande i Sverige. Inga underarter finns listade i Catalogue of Life.